# Ватанабэ, Канако
Канако Ватанабэ (яп. 渡部 香生子 Ватанабэ Канако, род. 15 ноября 1996 года) — японская пловчиха, чемпионка мира 2015 года на дистанции 200 метров брассом, чемпионка Азиатских игр. Специализируется в плавании брассом и комплексном плавании.
Родилась в 1996 году в специальном районе Аракава в Токио. В 2012 году завоевала бронзовую медаль чемпионата мира и приняла участие в Олимпийских игр в Лондоне, но там заняла лишь 15-е место на дистанции 200 м брассом. В 2014 году стала чемпионкой Транстихоокеанского чемпионата и Азиатских игр. В 2015 году завоевала золотую и серебряную медали чемпионата мира.
На летней Универсиаде в Неаполе в эстафетном заплыве 4×100 метров вольным стилем она в составе команды Японии завоевала серебряную медаль.